# Oleria banjana
Oleria banjana är en fjärilsart som beskrevs av Richard Haensch 1903. Oleria banjana ingår i släktet Oleria och familjen praktfjärilar. Inga underarter finns listade i Catalogue of Life.